# Eurata igniventris
Eurata igniventris är en fjärilsart som beskrevs av Berg 1878. Eurata igniventris ingår i släktet Eurata och familjen björnspinnare. Inga underarter finns listade i Catalogue of Life.